# Некрасово (Таруський район)
Некрасово (рос. Некрасово) — село в Таруському районі Калузької області Російської Федерації.
Населення становить 283 особи. Входить до складу муніципального утворення Село Некрасово.

## Історія
Від 2004 року входить до складу муніципального утворення Село Некрасово

## Населення
| 2002 | 2010 |
| ---- | ---- |
| 276  | ↗283 |